# Microrégion de Cruz Alta
La microrégion de Cruz Alta est une des microrégions du Rio Grande do Sul appartenant à la mésorégion du Nord-Ouest du Rio Grande do Sul. Elle est formée par l'association de quatorze municipalités. Elle recouvre une aire de 8 449,170 km2 pour une population de 159 434 habitants (IBGE - 2005). Sa densité est de 18,9 hab./km2. Son IDH est de 0,770 (PNUD/2000). Elle est limitrophe de l'Argentine.

## Municipalités[1]
- Alto Alegre
- Boa Vista do Cadeado
- Boa Vista do Incra
- Campos Borges
- Cruz Alta
- Espumoso
- Fortaleza dos Valos
- Ibirubá
- Jacuizinho
- Jóia
- Quinze de Novembro
- Saldanha Marinho
- Salto do Jacuí
- Santa Bárbara do Sul

## Microrégions limitrophes
- Carazinho
- Não-Me-Toque
- Soledade
- Santo Ângelo
- Ijuí
- Santa Cruz do Sul
- Santiago